# Werner Nicolai de Seue
Werner Nicolai de Seue (født 29. august 1742 på gården Vestby i Rakkestad, død 18. juni 1823) var en dansk-norsk officer.

## Karriere
Han var en søn af major, senere generalmajor, Peter de Seue (1694-1772) og Hellehus født Werenskiold (1705-1771). Som barn og yngling passerede han de lavere militære grader (1755 korporal, 1759 fændrik, 1761 sekondløjtnant) og deltog 1762 ved Garden i Claude-Louis de Saint-Germains besættelse af Mecklenburg. I 1764 overflyttedes han til det Søndenfjeldske gevorbne Regiment og var senere hen knyttet til den norske hær (1773 kaptajn, 1787 major), med hvilken han som bataljonschef 1788 deltog i indrykningen i Sverige. 1796 blev han oberstløjtnant, 1803 oberst og 1806 chef for 1. akershusiske Regiment. Ved krigens udbrud 1807 beordredes han, mod sit ønske, som kommandant til grænsefæstningen Kongsvinger, men 9. marts 1808 blev han afløst fra denne stilling, i hvis sted han blev chef for midtbrigaden sydøst for Kongsvinger.

## Efterspillet om kampen ved Lier
Ved de svenskes angreb på Lier 18. april 1808 blev denne brigade drevet tilbage over Glommen. Ansvaret herfor lagdes på brigadechefen, hvem man bebrejdede, at han ikke havde været at finde på valpladsen, og at han ikke havde ført sine reserver i ilden. Da prins Christian August 25. april selv ankom til Kongsvinger, tiltalte han obersten meget hårdt og spurgte ham, om han havde været bange, hvorpå brigaden fordeltes mellem to andre, og dens chef sendtes til Christiania. Denne handlemåde af prinsen som kommanderende general vakte i samtiden stor opsigt, de Seue selv følte sig højlig krænket og anholdt om at få sit forhold i kampen ved Lier undersøgt af en overkrigskommission. Dette nægtedes. Han søgte derefter afsked og fik denne 30. juni 1808 med rang som generalmajor og 1000 rigsdaler i ventepenge.

## Senere klager
Senere førte han idelige klager over den uret, der var ham vederfaret, og samlede disse klagers sum i et lille selvbiografisk skrift, der udkom i 1811. Prins Christian August, mod hvem dette var rettet, var da allerede død. Men hans adjudant Holst forfattede 1812 en gendrivelse, hvori han ville bevise, at prinsen havde behandlet de Seue "med al tænkelig Godhed, Skaansomhed og Velvilje". Efter denne tid levede de Seue på sit landsted Solitude ved Christiania, i minderne om gamle dage og om den uret, han mente at have lidt, til dels også sysselsat med litterære arbejder over militære emner, og da i 1814 Haxthausen og navnlig Staffeldt, hvem han betragtede som medskyldige i denne uret, ramtes af en endnu hårdere skæbne, så han deri kun en retfærdig gengældelse. Død 18. juni 1823.
Gift 12. februar 1776 med Karen Margrethe Fyhn (12. februar 1755 - 1. februar 1783), datter af justitsråd Jørgen Andreas Fyhn, politimester i Christiania, og Ingeborg født Falck.